# Anomala forsstroemi
Anomala forsstroemi är en skalbaggsart som beskrevs av Gustaf Johan Billberg 1820. Anomala forsstroemi ingår i släktet Anomala och familjen Rutelidae. Inga underarter finns listade i Catalogue of Life.